# 吉布维尔
吉布维尔（法語：Guibeville，法語發音：[gibvil] ⓘ）是法国法蘭西島大區埃松省的一个市镇，属于帕莱索区。

## 地理
吉布维尔（48°34'16"N, 2°16'16"E）面积2.61 平方千米，位于法国法蘭西島大區埃松省，该省份为法国北部内陆省份，北起上塞纳省和马恩河谷省，西接厄尔-卢瓦省和伊夫林省，南至卢瓦雷省，东临塞纳-马恩省。
与吉布维尔接壤的市镇（或旧市镇、城区）包括：拉诺维尔、阿夫兰维尔、谢普坦维尔、于尔普瓦地区马罗勒。

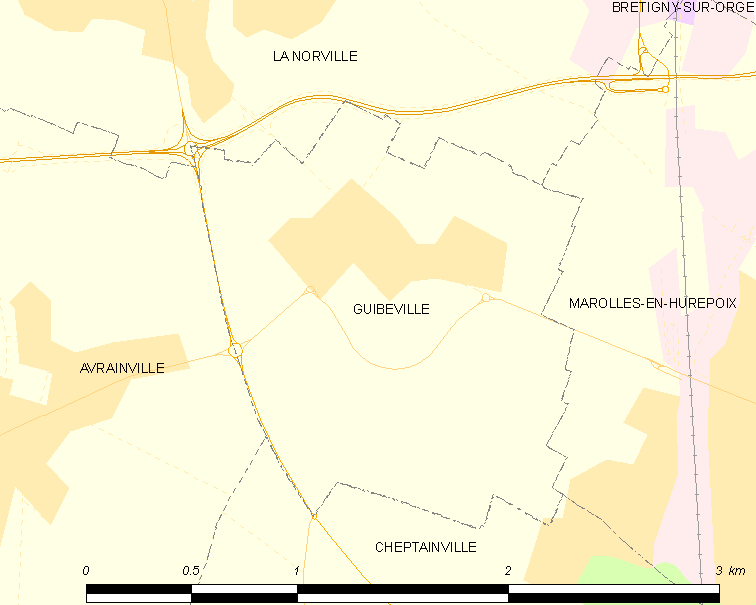
吉布维尔的OSM定位图

吉布维尔的时区为UTC+01:00、UTC+02:00（夏令时）。

## 行政
吉布维尔的邮政编码为91630，INSEE市镇编码为91292。

## 政治
吉布维尔所属的省级选区为阿尔帕容县。

## 人口

1962-2008年间吉布维尔人口变化图示

吉布维尔于2022年1月1日时的人口数量为929人。